# توم غيلروي
توم غيلروي (بالإنجليزية: Tom Gilroy)‏ هو منتج أفلام ومخرج وممثل أمريكي، ولد في 29 يوليو 1951 في ريجفيلد ‏ في الولايات المتحدة.

## وصلات خارجية
- توم غيلروي على موقع IMDb (الإنجليزية)
- توم غيلروي على موقع ألو سيني (الفرنسية)
- توم غيلروي على موقع أول موفي (الإنجليزية)
- توم غيلروي على موقع قاعدة بيانات الأفلام السويدية (السويدية)
- توم غيلروي على موقع قاعدة بيانات الفيلم (الإنجليزية)
- توم غيلروي على موقع كينوبويسك (الروسية)